# Aquí (semanario)
Aquí fue un semanario político de Uruguay fundado el 19 de abril de 1983, de filiación democristiana.
En los últimos años de la dictadura cívico-militar, constituyó una tribuna de manifestación opositora con gran convocatoria de público lector, llegando a alcanzar un tiraje de 30.000 ejemplares. Varios periodistas e intelectuales contribuyeron en sus páginas, entre otros, Danilo Astori, Carlos Zubillaga, Roy Berocay y Gerardo Sotelo.

El lenguaje caricaturesco era también uno de sus fuertes, con destacados dibujantes como Álvaro Alcuri, Hugo Burel, Miguel Casalás (MIG), Williams Gezzio, José Infantozzi y Fermín Hontou (Ombú).
Cesa su publicación hacia 1986.[cita requerida]